# Pollham
Pollham település Ausztriában, Felső-Ausztria tartományban, a Grieskircheni járásban, területe 11,3 km².

## Fekvése
Tengerszint feletti magassága 380 méter. Pollham Michaelnbach, Sankt Thomas, Sankt Marienkirchen an der Polsenz, Bad Schallerbach, Schlüßlberg, Grieskirchen és Tollet településekkel határos.

## Népesség
Lakosainak száma 984 fő (2018. január 1.).